# Lloyd McNeill
Lloyd McNeill (Washington D. C., 12 de abril de 1935 – Brooklyn, 5 de octubre de 2021) fue un flautista de jazz y artista visual afincado en la ciudad de Nueva York. Generalmente se le reconoce como un flautista de jazz de habilidad eminente, junto con James Newton, Yusef Lateef, Sam Rivers, James Moody, Bobbi Humphrey y Eric Dolphy. 

## Biografía
Después de haber estudiado Arte y Zoología en Morehouse College, Atlanta, pasó a ser el primer beneficiario de la maestría en Bellas Artes de la Universidad de Howard (1963). En 1964-5, continuó sus estudios de litografía en L'Ecole Nationale Des Beaux Arts de París. Durante su residencia en Francia, pasó una cantidad considerable de tiempo con Pablo Picasso y su esposa, Jacqueline, en Cannes. También ha estudiado composición musical de forma privada con el compositor Hale Smith, solfeo y técnica de flauta con el músico de jazz Eric Dolphy, y técnica y repertorio de flauta clásica con Harold Jones. McNeill enseñó en varios institutos de educación superior y fue profesor emérito de la Escuela de Artes Mason Gross, en la Universidad de Rutgers, Nueva Jersey, habiéndose jubilado en 2001. Durante la década de 1970, y además de su puesto en Arte, McNeill también enseñó Historia de la Música Afroamericana, lecciones privadas de flauta y jugó un papel decisivo en el lanzamiento del Programa de Estudios de Jazz en la Universidad de Rutgers.
Ha expuesto sus pinturas y dibujos en varias galerías y universidades del noreste de Estados Unidos. Publicó dos volúmenes de poemas: Blackline: una colección de poemas, dibujos y fotografías y Después de la lluvia: una colección de nuevos poemas. En 2007, fue elegido por el USPS para diseñar un sello postal para la celebración de Kwanzaa 2009. 

## Discografía
- 1969: Asha (con Gene Rush, Steve Novosel, Eric Gravatt, Paul Hawkins)
- 1969: Tanner Suite (dúo con bassist Marshall Hawkins)
- 1970: Washington Suite
- 1976: Treasures (con Dom Salvador, Cecil McBee, Ray Armando, Brian Brake, Portinho)
- 1978: Tori (con Dom Salvador, Amaury Tristao, John T. La Barbera, Buster Williams, Victor Lewis, Dom Um Romao, Nana Vasconcelos, Howard Johnson)

Los álbumes del Sr. McNeill "Asha" y "Washington Suite" han sido reeditados recientemente por la compañía con sede en Londres "Soul Jazz".
- 1980: Elegia
- 1998: X.Tem.Por.E